# Henri Farman
Henri Farman, all'anagrafe Henry (Parigi, 26 maggio 1874 – Parigi, 18 luglio 1958), è stato un aviatore, designer, pioniere dell'aviazione e costruttore di aeroplani francese che, con il fratello Maurice Farman, ha fondato la Société des avions Henri & Maurice Farman.
Figlio di un benestante inglese corrispondente di un giornale in servizio nella capitale francese, Farman divenne un pittore all'École des Beaux Arts, ma fu presto ossessionato dalle nuove invenzioni meccaniche che stavano comparendo velocemente verso la fine del XIX secolo. Egli del resto poteva perseguire questo interesse come sportivo dilettante poiché la sua famiglia era facoltosa. Nel 1890 divenne ciclista di campionato ed alla fine del secolo scoprì le competizioni con veicoli a motore, gareggiando per Renault nella Gordon Bennett Cup.
Quando Gabriel Voisin cominciò a produrre un aeroplano a motore, in vendita nel 1907, Farman fu uno dei suoi primi clienti. Batté numerosi record (alcuni dei quali stabiliti dai fratelli Wright) sia per distanza che per durata. Si annovera il primo record che stabilì volando in un circuito lungo un chilometro (il 13 gennaio 1908, dove vinse il Gran Premio d'Aviazione ed i 50.000 franchi messi in palio da Henri Deutsch de la Meurthe) e di 2 chilometri (il 21 marzo 1908). Successivamente fu il primo passeggero in assoluto di un aeroplano, pilotato da Leon Delagrange. In seguito, il 30 ottobre del 1908, Farman completò il primo volo attraverso l'Europa, da Chalons a Reims (27 chilometri in 20 minuti).

## L'MF.11 "Shorthorn" ed il trasporto passeggeri Goliath

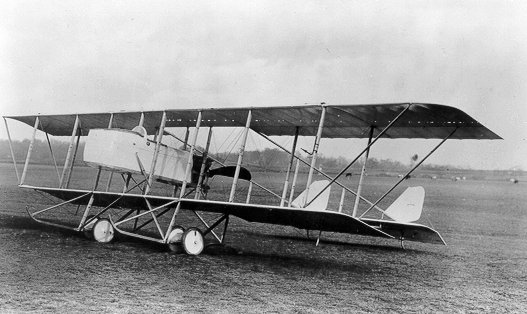
Il Farman MF.11 "Shorthorn"

Dopo la progettazione di un proprio aeroplano, il 30 maggio 1908, trasportò Ernest Archdeacon per un volo di 1241 metri a Gand, Belgio. Anche se il suo volo come passeggero dovrebbe avere la precedenza, vi sono prove che intorno a questa data compì il primo volo con un passeggero donna (record che viene spesso erroneamente attribuito a Thérèse Peltier).
Nel 1909, batté un ulteriore record volando per 180 chilometri in poco più di 3 ore (a Reims il 27 agosto) e per 232 chilometri in 4 ore 17 minuti e 53 secondi (a Mourmelon il 3 novembre). Il 28 agosto fu il pilota che compì il primo volo con 3 persone quando trasportò 2 passeggeri per una distanza di 10 chilometri.

In associazione con i suoi due fratelli costruì un impianto di produzione di velivoli molto riuscito ed innovatore. Il loro modello 1914 fu largamente utilizzato per l'osservazione e la ricognizione dell'artiglieria durante la prima guerra mondiale.

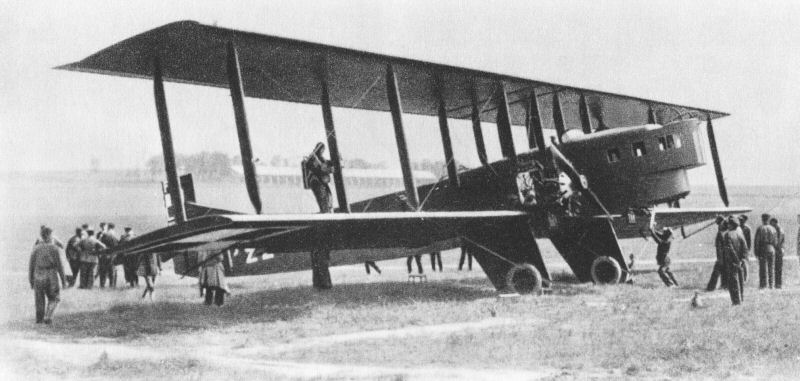
Il bimotore da trasporto passeggeri Farman F.60 Goliath.

 Il Goliath della compagnia aerea di Farman fu il primo aereo di linea interurbano da trasporto passeggeri che coprì la tratta Parigi-Londra a partire dall'8 febbraio 1919. Lo stesso anno Henri Farman fu nominato cavaliere della Legione d'Onore  e si ritirò dall'attività nel 1937, quando il governo francese nazionalizzò l'industria aeronautica.
Henri Farman morì a Parigi e fu sepolto nel Cimetière de Passy.